# Robert Dumesnil
Robert Dumesnil (* 20. Juni 1905 in Paris, Frankreich; † 14. Dezember 1986 in Vigneux-sur-Seine) war ein französischer Filmarchitekt.

## Leben
Der gebürtige Pariser hatte bis 1923 kurzzeitig die École Boulle besucht und anschließend sein Berufsleben als Kunsthandwerker begonnen. Über eine Assistentenstelle bei dem Szenenbildner René Renoux stieß Robert Dumesnil noch zu Stummfilmzeiten zur Zelluloidbranche. Dort arbeitete er seit Mitte der 1930er Jahre an einer Reihe von konventionellen Unterhaltungsfilmen, die zumeist von nicht allzu bedeutenden Regisseuren in Szene gesetzt wurden. 1965 setzte sich Robert Dumesnil zur Ruhe.

## Filmografie
- 1936: Une femme qui se partage
- 1936: Les maris de ma femme
- 1937: La belle de Montparnasse
- 1937: Chipée
- 1937: Neuf de trèfle
- 1938: Métropolitain
- 1938: Une de la cavalerie
- 1938: Visages de femme
- 1939: Sur le plancher des vaches
- 1939/45: Bifur 3
- 1941: Montmartre-sur-Seine
- 1941: Dernière aventure
- 1941: Mademoiselle Swing
- 1942: Malaria
- 1942: La bonne étoile
- 1942: Lettres d’amour
- 1943: Le soleil de minuit
- 1943: La collection Ménard
- 1945: Le gardian
- 1945: Son dernier rôle
- 1946: Les Chouans
- 1947: Le diamant de cent sous
- 1947: Un flic
- 1948: Scandale
- 1949: On ne triche pas avec la vie
- 1949: L’auberge du péché
- 1950: L’homme de la Jamaïque
- 1950: La vie chantée
- 1951: Duel à Dakar
- 1951: Die schmutzigen Hände (Les mains sales)
- 1951: Das Scheusal (La poison)
- 1952: Das Geheimnis vom Bergsee / Das Mädchen mit der Peitsche (Die Jungfrau mit der Peitsche, und franz. Vers.: La fille au fouet)
- 1953: Königsmark (Kœnigsmark)
- 1954: Le fil à la patte
- 1955: Der Mann, der die Millionen fand (Toute la ville accuse)
- 1956: Ah! Quelle équipe
- 1957: Der Pfarrer von Pigalle (Le désert de Pigalle)
- 1958: Tant d’amour perdu
- 1959: Die Nacht der Gehetzten (La nuit des traqués)
- 1960: Die Mädchenhändler von Paris (Chaque minute compte)
- 1960: Der Tod trägt keinen Smoking (Alibi pour un meurtre)
- 1961: À rebrousse-poil
- 1965: La sentinelle endormie